# Flughafen Satu Mare

i8
i11
i13
Der Flughafen Satu Mare (rumänisch: Aeroportul International Satu Mare; IATA-Code: SUJ, ICAO-Code: LRSM) ist ein öffentlicher Flughafen 14 km südlich von Satu Mare im rumänischen Kreis Satu Mare.

## Flughafendaten
Der Flughafen hat eine Asphaltpiste mit 2500 m Länge und 45 m Breite. Die Seehöhe beträgt 126 m.

## Geschichte
Der Flughafen Satu Mare ist einer der ältesten Rumäniens und wurde am 15. Oktober 1936 durch ein königliches Dekret auf einer Fläche von 600 × 600 Metern am aktuellen Standort des Samus Aeroclubs gegründet. Ein Jahr später wurde der Bau des Hangars und des Flughafens abgeschlossen und 1938, nach der offiziellen Eröffnung, landete eine Junkers 34 als erstes Flugzeug auf dem neuen Flughafen, der einen Flug auf der Strecke Cluj-Satu Mare-Oradea-Cluj machte.
Bis 1940 operierte LARES (Liniile Aeriene Române Exploatate de Stat), auf dem neuen Flughafen mit täglichen Passagier-, Fracht- und Postflügen. Die in dieser Zeit verwendeten Flugzeuge waren Junkers F 13, Junkers W 34, Avia-Fokker, Lockheed Electra.  1946 wurde der Flughafen für drei Jahre wiedereröffnet und nach neunjähriger Schließung mit der Gründung von TAROM wiedereröffnet, hier regelmäßige Flüge von Bukarest mit Lissunow Li-2 und Iljuschin Il-14.
1973 begann der Bau der Betonpiste mit 2500 × 60 Metern, die 1975 eröffnet wurde. Auf den Strecken Satu Mare-Bukarest und Satu Mare-Constanta verkehrten Flugzeuge vom Typ Antonow An-24, Iljuschin Il-18 und BAC 1-11, aber auch Post-, Militär- und Utility-Flüge. Charterflüge, insbesondere im Sommer, mit Touristen aus den nordischen Ländern für Baile Felix wurden mit damals modernen Flugzeugen wie der IL 18, BAC 1-11 und Tupolew Tu-154 durchgeführt.
1996 wurde der Aeroportul International Satu Mare zum für internationalen Verkehr geöffneten Flughafen erklärt und mit dem ersten regulären Flug nach Bukarest-Satu Mare-New York eingeweiht, welcher ab April 1999 mit Airbus A 310 durchgeführt wurde. Kurz darauf wurde die Route Bukarest-Satu Mare-Chicago, mit einem Zwischenstopp in Amsterdam und seit Juni mit einem Zwischenstopp in Montréal, eröffnet.
Darüber hinaus flog Grivco Air mit einer Jakowlew Jak-40 zwischen Mai und November 2000 zweimal pro Woche auf der Strecke Sibiu-Satu Mare-Brescia, (Italien).
Die Route Satu Mare-Antalya, mit einem Zwischenstopp am Flughafen Cluj-Napoca, wurde im Juni 2011 geflogen. Später fanden Zwischenstopps in Targu Mures statt. Im Juni 2012 führte die Fluggesellschaft Blue Air Flüge nach Italien vom Flughafen Satu Mare nach Venedig und Turin-Cuneo ein.
Im letzten Quartal des Jahres 2015 begann am Flughafen Satu Mare ein Modernisierungsprozess, bei dem das Passagierterminal sowie die Infrastruktur für den Flugzeugbetrieb verbessert werden sollten. Die Betonpiste erhielt nach einer Finanzierung von 66 Millionen Lei eine dünne Schicht Asphaltteppich. Die Asphaltierungsarbeiten waren im September 2023 abgeschlossen.
Im Jahr 2023 gab es Flüge zu mehreren Städten Deutschlands und nach Wien.